# متغذية تعابرية جنطيانية
متغذية تعابرية جنطيانية (الاسم العلمي: Syntrophus gentianae) هي نوع من البكتيريا، سلبية الغرام، تتبع جنس متغذية تعابرية.